# Héroes (película de 2010)
Héroes es una película española dirigida por Pau Freixas y escrita por Albert Espinosa y Pau Freixas, estrenada en abril de 2010 en el Festival de Cine Español de Málaga. La película fue rodada en catalán y en español.

## Reparto
| Actor/Actriz        | Personaje       |
| ------------------- | --------------- |
| Eva Santolaria      | Cristina        |
| Alex Brendemühl     | Óscar Sala      |
| Emma Suárez         | Gloria          |
| Lluís Homar         | Lluís           |
| Nerea Camacho       | Helena          |
| Anna Lizarán        | Àvia men        |
| Ferran Rull         | Xavier Sala     |
| Àlex Monner         | Ekaitz          |
| Mireia Vilapuig     | Cristo          |
| Joan Sorribes       | Roth            |
| Marc Balaguer       | Colo            |
| Joan Sorribes       | Roth            |
| Constantino Romero  | Yoda            |
| Montse Pérez        | Madre de Colo   |
| David Fernández     | Padre de Colo   |
| Elsa Anka           | Madre de Cristo |
| Bernat Pomerol      | Yenes           |
| Rosa Andreu         | Maestra         |
| Gonzalo Cunill      | Hombre bate     |
| Ivo Morano          | Grasset         |
| Xavier Gil Esteller | Padre de Cristo |
| David Figuero       | Niño accidente  |
| Xavier Palomino     | Pelirrojos      |
| Bernat Guàrdia      | Pelirrojos      |
| Marcel Fernández    | Pelirrojos      |
| Dídac Serrano       | Pelirrojos      |
| Guillem Jiménez     | Roth adulto     |
| Víctor Martí        | Ekaitz adulto   |
| José Enrique Riera  | Colo adulto     |
| Héctor Claramunt    | Rodrigo Ventura |
| Sergi Brun          | Hombre bate     |
| Albert Tobella      | Hombre bate     |
| Albert Adrià        | Óscar           |
| Josep Maria Riera   |                 |
| Clara Soyoung       | Perla           |

## Acerca de la película

### Proyecto
La idea de escribir y rodar Héroes se remonta al año 2006 y nace de un empeño personal del productor Luis de Val, de Media Films, y de Pau Freixas, un realizador muy influenciado por el cine generacional de las décadas de los 70 y los 80 (Steven Spielberg, George Lucas o Robert Zemeckis). De Val, que ya había producido la segunda película de Freixas,  Cámara oscura (2003), propuso al realizador barcelonés embarcarse en un nuevo proyecto cinematográfico, esta vez de corte mucho más personal, alejado del thriller y del terror juvenil. Se trataba, según el propio Luis de Val, de hacer una película sobre la infancia perdida y la nostalgia que esa pérdida". Partiendo de esa idea, De Val y Freixas buscaron un guionista para escribir el texto conjuntamente y encontraron a Albert Espinosa, que no dudó en unirse al proyecto en cuanto se lo propusieron. "Nos pareció que Albert Espinosa", asegura Freixas, "era la persona perfecta. Los diálogos de Albert son geniales. Empezamos a colaborar y surgió una fase de escritura muy sincera, sobre el valor de la amistad, los conflictos familiares, lo que ocurre cuando un padrastro entra en una nueva familia, las primeras etapas…".
El primer texto escrito a cuatro manos por Espinosa y Freixas, inicialmente titulado La cabana dels herois (La cabaña de los héroes), se centraba en las vivencias de una pandilla de niños de mediados de los 80 que viven su último verano en un pueblo de la costa catalana. "Retratamos también", continúa Freixas, "una época concreta, con una ideología y unos códigos morales muy 'naïf', pero a la vez muy válidos. Eran ingenuos e inocentes, pero nosotros los seguimos llevando con nosotros, por muchas capas que les pongamos encima".
El proceso de escritura de guion fue lento y los plazos inicialmente previstos (rodaje en verano de 2007 y estreno a finales de 2008) se dilataron. En pleno proceso murió uno de los amigos de la infancia de Freixas (la película incluye una dedicatoria personal al fallecido en los títulos de crédito) y esa pérdida supuso un cambio notable en el guion del filme. "Influyó de una manera tremenda", asegura el director barcelonés, "porque cuando ocurrió éramos adultos (teníamos más de treinta años), pero me di cuenta de que lo vivimos como niños de doce [la edad que tienen los cinco personajes centrales del filme], y sentí que no podía dejar de contar eso en la película. (…) Introduje la pérdida como elemento fundamental, y los treinta últimos minutos de la peli son mi vivencia de entonces".
El resultado final, según Freixas, fue un guion "muy personal, que explica cosas que me son muy cercanas: el conflicto familiar, la nostalgia ochentera, los elementos de aventura, los toques dramáticos… Todo son proyecciones directas de experiencias propias. Ha sido un rodaje terapéutico, hay escenas literalmente sacadas de mi vida. Otras son más simbólicas, pero hay algunas clavadas". "Albert Espinosa", continúa, "aportó [al guion] la parte más aventurera, más 'goonie', y yo introduje el concepto del paso del tiempo y de la pérdida".

### Preproducción y rodaje
Para elegir a los cinco protagonistas infantiles de la película, el equipo convocó un casting al que concurrieron 800 niños y niñas de diferentes edades. "Queríamos niños", recuerda Freixas, "que fueran buenos. A saco, sin condiciones. Todos. Que incluso el que se supone el más cabrón, que es Ekaitz, fuese buen chaval. Las circunstancias ayudan, y yo he tenido la suerte de dar con los niños que buscaba, espléndidos todos. Tenía muy claro que no quería que fuesen actores, que no tuvieran experiencia previa con la cámara. Que no posaran, sino que poseyeran espontaneidad y fueran naturales".
Finalmente, en abril de 2008 fueron seleccionados cinco chavales con edades comprendidas entre los 10 y los 13 años y todos ellos sin experiencia previa en cine. Pero el proyecto, perteneciente "a un género más propio de la cinematografía americana", según el propio Luis de Val, no encontró financiación y estuvo paralizado durante un año entero.
Finalmente, el proyecto salió adelante gracias a la financiación obtenida a través de tres vías: el Instituto de Cinematografía y Artes Audiovisuales (ICAA), el Institut Català de les Indústries Culturals (ICIC) y Televisió de Catalunya, y el patrimonio de la productora (Media Films). Antes de comenzar el rodaje, los cinco niños elegidos en el casting convivieron durante dos semanas en una casa de colonias para lograr "que su amistad fuera real", según el director de la película, Pau Freixas. "No venían ni los padres. Yo los tenía "secuestrados", en el buen sentido", continúa el realizador, "en esa casa de colonias con piscina, con una monitora, un cocinero, la "acting couch" y yo. (…) Ellos generaron vínculos entre sí, se creó una amistad real, relaciones reales y potentes".
El rodaje de Herois (Héroes) (título definitivo de la película) pudo materializarse al fin en el verano de 2009, en diversas localizaciones de Barcelona, Canyamars (Dosrius, Maresme), Gavá (Bajo Llobregat), Palamós (Bajo Ampurdán), el pantano de Sau (Vilanova de Sau, Barcelona) y San Pedro de Vilamajor (Vallés Oriental).

### Contexto histórico
El filme rememora las vacaciones de verano de los años 80 en los pueblos del litoral y prelitoral catalán, a partir de flashbacks desde la época actual.